# Sipolisia
Sipolisia es un género monotípico de plantas fanerógamas perteneciente a la familia de las asteráceas. Su única especie: Sipolisia lanuginosa, es originaria de Brasil, donde se encuentra en  el Cerrado, distribuida por  Minas Gerais.

## Taxonomía
Sipolisia lanuginosa fue descrita por Glaz. ex Oliv. y publicado en Hooker's Icones Plantarum 23: pl. 2881. 1894.
Sinonimia
- Proteopsis lanuginosa (Glaz. ex Oliv.) Philipson